# 艾格勒
艾格勒（意为“鹰”）是瑞士沃州的一个镇。
截至2016年底，艾格勒共有居民9961人。艾格勒城堡是瑞士著名城堡之一，现为葡萄酒博物馆。

## 友好城市
- 法國 莱格勒

## 外部連結
- （法文）艾格勒官方网站 （页面存档备份，存于）
- （中文）艾格勒 (Aigle) 瑞士国家旅游局官方中文网站